# Никулино (Ёгонское сельское поселение, у реки Молога)
Никулино — деревня в Весьегонском муниципальном округе Тверской области.

## География
Деревня находится в северо-восточной части Тверской области на расстоянии приблизительно 13 км на север-северо-запад по прямой от районного центра города Весьегонск на правом берегу плёса Мологи в зоне подпора Рыбинского водохранилища.

## История
Известна с XVIII века, когда она принадлежала Симонову монастырю. Дворов было 49(1859), 65 (1889), 89 (1931), 112(1963), 60 (1993),. До 2019 года входила в состав Ёгонского сельского поселения до упразднения последнего. Ныне имеет дачный характер.

## Население
Численность населения: 282 человека (1859), 378 (1889), 343 (1931), 295(1963), 91(1993),, 3 (русские 100 %) в 2002 году, 40 в 2010, 0 (2017).